# Flakpanzer 38(t)
Flakpanzer 38(t) Gepard (Sd.Kfz.140) – niemieckie samobieżne działo przeciwlotnicze z okresu II wojny światowej zbudowane na podwoziu czołgu PzKpfw 38(t). Do zakończenia produkcji w roku 1944 wyprodukowano 141 sztuk.
Wieżyczkę czołgu PzKpfw 38(t) zastąpiono ośmiokątną otwartą od góry platformą ze składanymi płytami pancernymi. Uzbrojenie stanowiło pojedyncze działko 2 cm FlaK 38.
Zastosowane opancerzenie okazało się zbyt cienkie, a uzbrojenie zbyt słabe, aby mógł stanowić większe zagrożenie dla lotnictwa alianckiego.